# 饭村一辉
饭村一辉（日语：／ Iizuma Kazuki；2003年12月27日—），日本男子击剑运动员，2023年世界击剑锦标赛男子花剑团体金牌得主、2022年亚洲运动会男子花剑团体铜牌得主、2024年夏季奥林匹克运动会男子花剑团体金牌得主。

## 外部鏈接
- 饭村一辉在FIE（英语）